# Finale de la Coupe des confédérations 1995
La finale de la Coupe des confédérations 1995 est une rencontre sportive de football. La rencontre se joue au Stade international du Roi-Fahd à Riyad en Arabie saoudite à 20 h 15 heure locale, le 13 janvier 1995, et voit s'affronter l'Équipe du Danemark et l'Équipe d'Argentine. Les Danois s'imposent 2 à 0, les buts sont marqués par Michael Laudrup et Peter Rasmussen.

## Parcours respectifs
Note : dans les résultats ci-dessous, le score du finaliste est toujours donné en premier.
| Danemark        | Danemark          | Argentine  | Argentine |
| --------------- | ----------------- | ---------- | --------- |
| Groupe A        | Groupe A          | Groupe B   | Groupe B  |
| Adversaire      | Résultat          | Adversaire | Résultat  |
| Arabie saoudite | 2 - 0             | Japon      | 5 - 1     |
| Mexique         | 1 - 1 (4 - 2 tab) | Nigéria    | 0 - 0     |

## Match
| Denmark · |  |
| Titulaires : |  |
| |  |
| Mogens Krogh · Jacob Friis Hansen · Marc Rieper · Jes Hogh 75e · Michael Schjonberg · Brian Steen Nielsen · Michael Laudrup 26e · Brian Laudrup · Jacob Laursen 61e · Jesper Kristensen 41e · Peter Rasmussen · |  |
| Remplaçants : |  |
| Morten Wieghorst 26e · Jens Risager 61e · |  |
| Sélectionneur : |  |
| Richard Moller Nielsen |  |

| Argentine · |  |
| Titulaires : |  |
| |  |
| Carlos Bossio · Roberto Ayala · José Chamot 35e, 88e · Javier Zanetti 30e · Nestor Fabbri 60e · Marcelo Escudero · Sebastián Rambert 75e · Ruben Jimenez 65e · Christian Bassedas · Ariel Ortega · Gabriel Batistuta · |  |
| Remplaçants : |  |
| Gustavo Lopez 65e · Marcelo Espina 75e · |  |
| Sélectionneur : |  |
| Daniel Passarella |  |

| Denmark · |  |
| Titulaires : |  |
| |  |
| Mogens Krogh · Jacob Friis Hansen · Marc Rieper · Jes Hogh 75e · Michael Schjonberg · Brian Steen Nielsen · Michael Laudrup 26e · Brian Laudrup · Jacob Laursen 61e · Jesper Kristensen 41e · Peter Rasmussen · |  |
| Remplaçants : |  |
| Morten Wieghorst 26e · Jens Risager 61e · |  |
| Sélectionneur : |  |
| Richard Moller Nielsen |  |

| Argentine · |  |
| Titulaires : |  |
| |  |
| Carlos Bossio · Roberto Ayala · José Chamot 35e, 88e · Javier Zanetti 30e · Nestor Fabbri 60e · Marcelo Escudero · Sebastián Rambert 75e · Ruben Jimenez 65e · Christian Bassedas · Ariel Ortega · Gabriel Batistuta · |  |
| Remplaçants : |  |
| Gustavo Lopez 65e · Marcelo Espina 75e · |  |
| Sélectionneur : |  |
| Daniel Passarella |  |